# Noiret (Rebsorte)
Noiret ist eine Rotweinsorte. Sie wurde 1973 durch die amerikanischen Züchter Bruce Reisch und Thomas Henick-Kling neu gezüchtet. Noiret ist eine Kreuzung zwischen NY 65.0467.08 und Steuben. Es handelt sich dabei um eine überaus komplexe Züchtung, in der Gene der Wildreben Vitis rupestris, Vitis labrusca und Vitis vinifera vorhanden sind. Entwickelt wurde die Neuzüchtung an der Cornell University in Geneva (dem  New York State Agricultural Experiment Station, Department of Pomology and Viticulture, also das Rebenzüchtungs-Institut im Bundesstaat New York). Die Universität liegt am südlichen Ende des Cayuga Lake. Erste Versuchsanpflanzungen wurden 1975 angelegt und größere Feldversuche liefen im Jahr 1994 an. Seit dem 7. Juli 2006 ist die Rebsorte für den gewerblichen Weinbau freigegeben.
Noiret liefert fruchtige Rotweine mit einem leichten Kirscharoma und tiefroter Farbe. Da es sich somit um eine Hybridrebe handelt, ist sie für Qualitätsweine gemäß EU-Bestimmungen nicht zugelassen. Das den amerikanischen Rebsorten typische Fox-Ton wurde weitestgehend weggezüchtet. Bekannt sind Rebflächen in den amerikanischen Bundesstaaten Pennsylvania (→ Weinbau in Pennsylvania) und New Hampshire (→ Weinbau in New Hampshire). Die wuchskräftige Sorte ist sehr winterhart.
Siehe auch den Artikel Weinbau in den Vereinigten Staaten sowie die Liste von Rebsorten.
Synonym: NY 73.0136.17 und New York 73.0136.17
Abstammung: NY 65.0467.08  x Steuben.  NY 65.0467.08 seinerseits ist eine Kreuzung der Sorten NY 33277 x Chancellor.